# 昂当斯
昂当斯（法語：Andance，發音：[ɑ̃dɑ̃s]）是法国阿尔代什省的一个市镇，属于罗讷河畔图尔农区。

## 地理
昂当斯（45°14'26"N, 4°47'57"E）面积6.52 平方千米，位于法国奥弗涅-罗讷-阿尔卑斯大区阿尔代什省，该省份为法国东南部内陆省份，北起顺时针与卢瓦尔省、伊泽尔省、德龙省、沃克吕兹省、加尔省、洛泽尔省和上盧瓦爾省接壤。
与昂当斯接壤的市镇（或旧市镇、城区）包括：圣代西拉、圣艾蒂安德瓦卢、萨拉、塔朗雪、昂当塞特、拉韦龙。
昂当斯的时区为UTC+01:00、UTC+02:00（夏令时）。

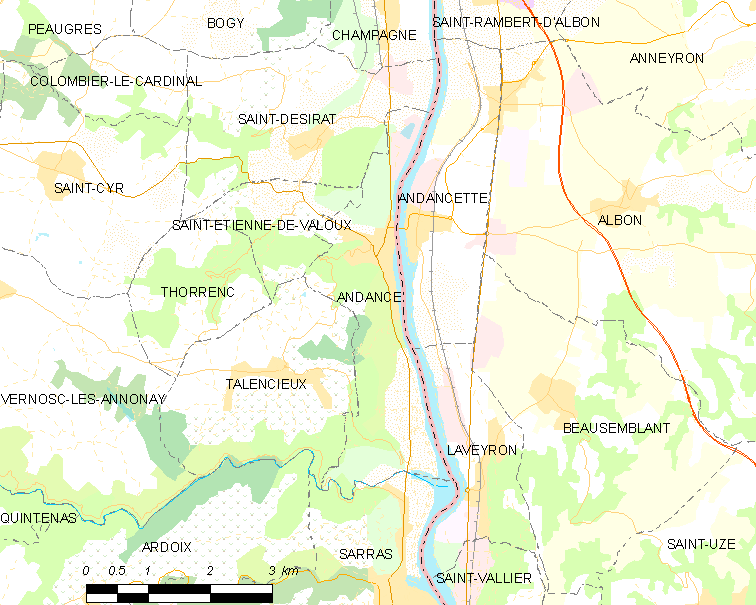
昂当斯的OSM定位图

## 行政
昂当斯的邮政编码为07340，INSEE市镇编码为07009。

## 政治
昂当斯所属的省级选区为萨拉县。

## 人口

1962-2008年间昂当斯人口变化图示

昂当斯于2022年1月1日时的人口数量为1193人。